# Boys Like Girls (album)
Boys Like Girls là album đầu tay của ban nhạc Boys Like Girls.

## Tình hình chung
Từ cuối tháng 2 tới cuối tháng 3 năm 2006, ban nhạc hỗ trợ A Thorn for Every Heart trong tour lưu diễn nước Mỹ của ban nhạc này.

## Sáng tác
Dựa theo một lyric feature được viết bởi người viết ca khúc chính của album Martin Johnson, nội dung lời bài hát của các ca khúc là bán tự truyện.
Album đầu tay cùng tên nhóm của chúng tôi đã trải qua một loạt các sự kiện xuyên suốt danh sách các ca khúc, đại diện cho hai năm vừa qua của cuộc đời tôi. Mặc dù trong lúc sáng tác tôi không nghĩ tới điều đó, nhưng khi chúng được thu âm xong xuôi, việc nó là một câu chuyện của tình yêu, sự mất mát, tuổi trẻ và cảm giác lo lắng về tương lai trở nên rõ ràng và đều đang chờ đợi để được kể ra. Các ca khúc chuyển từ ca khúc tích cực, nói về tình yêu sang các ca khúc mất mát và chia tay, kết thúc trở lại với "Holiday", ca khúc bắt đầu lại sự chu trình nói trên và tượng trưng cho việc bước tiếp và những chu kỳ trong cuộc sống mỗi con người.

## Phát hành
Album được phát hành ngày 22 tháng 8 năm 2006 qua Columbia Records/Red Ink. Đĩa đơn đầu tiên của album là "Hero/Heroine", sau đó là "The Great Escape", và rồi bản tái phát hành của Hero/Heroine và rồi là "Thunder".

## Chứng nhận
| Đánh giá chuyên môn | Đánh giá chuyên môn |
| Nguồn đánh giá      | Nguồn đánh giá      |
| Nguồn               | Đánh giá            |
| ------------------- | ------------------- |
| AbsolutePunk        | (65%)               |
| AllMusic            | [ 4 ]               |

Album đã nhận được chứng nhận Vàng bởi RIAA vì đã bán được hơn 500,000 bản.

## Danh sách bài hát
Tất cả các ca khúc được viết bởi Martin Johnson, trừ những bài có thêm tên của đồng sáng tác.
| STT              | Nhan đề                                                | Thời lượng |
| ---------------- | ------------------------------------------------------ | ---------- |
| 1.               | "The Great Escape" (Johnson, Sam Hollander, Dave Katz) | 3:28       |
| 2.               | "Five Minutes to Midnight" (Johnson, Hollander, Katz)  | 3:47       |
| 3.               | "Hero/Heroine"                                         | 3:52       |
| 4.               | "On Top of the World"                                  | 3:36       |
| 5.               | "Thunder"                                              | 3:56       |
| 6.               | "Me, You and My Medication" (Johnson, Bleu)            | 4:28       |
| 7.               | "Up Against the Wall" (Johnson, Hollander, Katz)       | 3:39       |
| 8.               | "Dance Hall Drug"                                      | 3:29       |
| 9.               | "Learning to Fall" (Johnson, Hollander, Katz)          | 3:04       |
| 10.              | "Heels Over Head"                                      | 3:08       |
| 11.              | "Broken Man"                                           | 3:31       |
| 12.              | "Holiday"                                              | 5:08       |
| Tổng thời lượng: | Tổng thời lượng:                                       | 45:14      |

| Ca khúc bonus | Ca khúc bonus                      | Ca khúc bonus |
| STT           | Nhan đề                            | Thời lượng    |
| ------------- | ---------------------------------- | ------------- |
| 1.            | "Hero/Heroine (Bản Acoustic)"      | 3:55          |
| 2.            | "Hero/Heroine (Tom Lord-Alge Mix)" | 3:46          |

## Danh sách thành viên tham gia album
- Martin Johnson – hát chính, guitar nhịp
- Paul DiGiovanni – guitar chính, hát đệm
- Bryan Donahue – bass guitar, hát đệm
- John Keefe – trống, gõ

## Xếp hạng
| Bảng xếp hạng (2006–2007)      | Vị trí cao nhất |
| ------------------------------ | --------------- |
| UK Albums Chart                | 195             |
| U.S. Billboard 200             | 55              |
| U.S. Billboard Top Heatseekers | 1               |
| U.S. Billboard Top Rock Albums | 14              |